# ジョヴァンニ・プリウーリ
ジョヴァンニ・プリウーリ（Giovanni Priuli, 1575年 - 1626年）は、ヴェネツィア楽派のイタリアの作曲家、オルガニスト。

## 生涯
ヴェネツィア出身。1600年以前のことは不明であるが、1600年から1605年までサン・マルコ寺院のオルガニストジョヴァンニ・ガブリエーリの助手を務めた。1607年にはサン・マルコ寺院の副オルガニストに就任した。サン・マルコ寺院には2台のオルガンがあり、第一オルガニストのパオロ・ジュストと第二オルガニストのガブリエーリのいずれかが病気または旅行の時に代理で演奏した。サン・マルコ寺院での職務に加えて、1609年からスクォーラ・グランデ・ディ・サンロッコ教会のオルガニストも務めた。
1614年または1615年にヴェネツィアを後にして、オーストリアに行きフェルディナント大公の宮廷の上級カペルマイスターとなった。1619年にフェルディナント大公がフェルディナント2世として神聖ローマ皇帝に即位すると、彼に随行してウィーンで引き続き上級カペルマイスターの職を務めた。ノインキルヒェンで死去。

## 作品
作品には宗教曲と世俗曲の両方があり、作風も保守的なスタイルと複合唱などの進歩的なスタイルの両方がある。特に彼はドイツ語圏に複合唱をもたらした一人である。彼のマドリガーレは、ポリフォニックなルネサンス音楽からコンチェルタートやモノディを用いたバロック音楽への移行を示している。

## 文献
- Jerome Roche/Steven Saunders, "Giovanni Priuli", Grove Music Online, ed. L. Macy (Accessed May 19, 2008), (subscription access)
- Giulio Ongaro/Eleanor Selfridge-Field, "Venice", Grove Music Online, ed. L. Macy (Accessed May 19, 2008), (subscription access)
- James Haar, Anthony Newcomb, Massimo Ossi, Glenn Watkins, Nigel Fortune, Joseph Kerman, Jerome Roche: "Madrigal", Grove Music Online, ed. L. Macy (Accessed May 19, 2008), (subscription access)
- James Haar, Anthony Newcomb, Glenn Watkins, Nigel Fortune, Joseph Kerman, Jerome Roche:  "Madrigal", in The New Grove Dictionary of Music and Musicians, ed. Stanley Sadie.  20 vol.  London, Macmillan Publishers Ltd., 1980.  ISBN 1561591742
- Allan W. Atlas, Renaissance Music:  Music in Western Europe, 1400–1600. New York, W.W. Norton & Co., 1998.  ISBN 0-393-97169-4
- Gustave Reese, Music in the Renaissance.  New York, W.W. Norton & Co., 1954.  ISBN 0-393-09530-4
- Alfred Einstein, The Italian Madrigal.  Three volumes.  Princeton, New Jersey, Princeton University Press, 1949.  ISBN 0-691-09112-9